# 2014 în Republica Moldova
2012 - 2013 - 2014 - 2015 - 2016
2014 în Republica Moldova a însemnat o serie de noi evenimente notabile.

## Evenimente
2 februarie
- Are loc un referendum separatist în Găgăuzia nerecunoscut de autoritățile de la Chișinău.[1][2]

27 februarie
- Parlamentul European a votat eliminarea vizelor pentru cetățenii R. Moldova care călătoresc în UE.[3]

11 martie
- Conducerea Transnistriei a interzis desfășurarea unui miting în sprijinul forțelor pro-ruse din Crimeea și Sud-Estul Ucrainei.[4] Vedeți și Criza din Crimeea din 2014 și Intervenția armată rusă în Ucraina din 2014.

15 martie
- Ucraina, pe fondul anexării peninsulei Crimeea de către Rusia, a impus o blocadă Transnistriei: „Este închisă granița dintre Ucraina și Transnistria pentru toți bărbații cetățeni ruși, cu vârsta cuprinsă între 18 și 65 de ani.”[5][6]

18 martie
- Mihail Burla, președintele așa-zisului Soviet Suprem de la Tiraspol, a expediat o cerere președintelui Dumei de Stat a Rusiei, Serghei Narâșkin, în vederea examinarea posibilității de aderare la Rusia a regiunii separatiste.[7][8]

25 martie
- Este programată o vizită a lui Mihail Formuzal la Moscova vizând alipirea Găgăuziei la Rusia.[9]

aprilie-mai
- Este programată votarea acordului Parlamentul European de către Consiliul European privind eliminarea vizelor pentru cetățenii R. Moldova și apoi publicarea în Jurnalul Oficial al Uniunii Europene.

30 noiembrie
- Sunt programate Alegeri legislative în Republica Moldova, 2014[10]

### Dată nespecificată
- Continuă embargoul rus asupra vinurilor.